# Luigi Castellucci
Luigi Castellucci (Bitonto, 17 settembre 1798 – Bitonto, 4 novembre 1877) è stato un architetto e ingegnere italiano. È considerato uno tra gli esponenti più importanti dell'architettura dell'Ottocento nel meridione e in Puglia in particolare.

## Biografia
Allievo di Francesco Saponieri presso la Regia Accademia di Belle Arti di Napoli, vince la Borsa di Perfezionamento presso il Pensionato Artistico Borbonico di Roma diretto da Vincenzo Camuccini, laureandosi quindi a Napoli nel 1830, dove si stabilisce aprendo uno studio professionale con annessa scuola privata di architettura. Vero e proprio crocevia di intellettuali e artisti come i fratelli Palizzi, De Napoli, Costanzo e Tito Angelini, Giuseppe e Tommaso Solari, i colleghi Alvino, Catalano, Antonio Niccolini, autore del Teatro Piccinni di Bari. Suoi allievi furono V.zo Danisi, F. Santacroce, M. Lamparelli, C. Oderisio, M. Masotino, R. Comes, ecc. Nel 1834 la Reale Società Borbonica di Belle Arti lo nomina Professore Onorario e Socio corrispondente nazionale delle Classi di Architettura e Archeologia. Quivi risiede sino al 1840, impegnato in varie progettazioni e costruzioni come il Palazzo del nobile Esterhàzy a Riviera di Chiaia, pur approntando diversi progetti per la sua Bitonto, come l'intera fabbrica del prestigioso Teatro Ferdinandeo (ora Traetta), prima di rientrare definitivamente a Bitonto per dirigere i lavori del grandioso progetto da lui vinto per la costruzione del Regio Orfanotrofio Maria Cristina di Savoia.

## Opere
Tra le opere più significative ci sono il palazzo Gentile (attualmente municipio) e Palazzo Pannone a Bitonto, il palazzo Ferrara a Bari, il Museo Jatta a Ruvo di Puglia, Porro-Ceci ad Andria, il Cafiero a Barletta, il Palazzo Vescovile ad Acquaviva delle Fonti e il Palazzo Ricchioni a Palo del Colle. Sue le pregevoli ville Capitaneo a Palese Macchie, Cioffrese a Santo Spirito e Gentile (del feudo Torricella, oggi Messeni) sulla strada che collega Santo Spirito a Bitonto. Alcuni gli attribuiscono il rifacimento del palazzo Antonacci Telesio sul porto di Trani, oltre a Villa Longo de Bellis e Villa Castellucci (ora abbattuta) a Palese.